# Lapalux
Stuart Howard, mieux connu sous on nom de scène Lapalux (abréviation de "Lap of Luxury"), est un producteur britannique originaire d'Essex. Il a sorti à cette date trois albums et a remixé des chansons de Mirrors, The Acid, et Young Thug.

## Carrière
En 2008, Lapalux sort l'EP Forest. Son EP de 2011, Many Faces Out of Focus, sort sur le label Pictures Music. En 2012, il sort deux EPs, When You're Gone et Some Other Time, sur le label de Flying Lotus, Brainfeeder.
Son premier album, Nostalchic, sort sur ce même label en 2013. Pour promouvoir son album, il a collaboré avec le rappeur Busdriver sur la chanson "Forlorn".
En 2014, il publie une chanson de sept minutes, titré "Movement I, II & III", toujours sur Brainfeeder. La même année, il compose "Make Money", qui fait partie de la bande-son étendue de Grand Theft Auto V.
Son deuxième album, Lustmore, est sorti en avril 2015.
Son troisième album, Ruinism, est sorti en juin 2017 sur le label Brainfeeder.
Son quatrième album, Amnioverse, est sorti le 8 novembre 2019 toujours sur le label Brainfeeder.

## Discographie

### Albums
- Nostalchic (2013)
- Lustmore (2015)
- Ruinism (2017)
- Amnioverse (2019)

### EPs
- Forest (2008)
- Many Faces Out of Focus (2011)
- When You're Gone (2012)
- Some Other Time (2012)

### Singles
- "Forlorn" (2013)
- "Moveoutofmyway" (2013)
- "Without You" (2013)
- "Gold" (2013)
- "Guuurl" (2013)
- "Lonesum Tnite" (2014)
- "Movement I, II & III" (2014)
- "Make Money" (2014)
- "Closure (ft. Szjerdene)" (2015)
- "Don't Mean A Thing" (2015)
- "Puzzle (ft. Andreya Triana)" (2015)

### Remixes
- Fluker Love - "Soaked (Lapalux Mix)" de Streamer (2010)
- Knxwledge - Highland (Lapalux Remix)
- Mirrors - "Fear of Drowning (Lapalux Remix)" de Deconstructed (2011)
- Bonobo - "Prelude (Lapalux's Finger on the Tape Remix)" de Black Sands Remixed (2012)
- The Acid - Basic Instinct (Lapalux Remix)
- Lianne La Havas - Lost and Found (Lapalux remix)
- Purple Ferdinand - In My Dreams (Lapalux remix)
- Andreya Triana - The Best Is Yet To Come (Lapalux Remix)
- Nicolas Godin  - Widerstehe Doch Der Sünde (Lapalux Remix)